# Lieshout
Lieshout è una località e un'ex-municipalità dei Paesi Bassi situata nella provincia del Brabante Settentrionale. Soppressa nel 1997, il suo territorio, assieme a quello delle ex-municipalità di Beek en Donk e Aarle-Rixtel, è andato a formare la nuova municipalità di Laarbeek.

## Curiosità
Presso Lieshout ha sede il birrificio della Bavaria.